# يورغن هارتمان
يورغن هارتمان (بالألمانية: Jürgen Hartmann)‏ (27 أكتوبر 1962 في ألمانيا - ) هو مدرب كرة قدم ولاعب كرة قدم ألماني في مركز الوسط. لعب مع نادي بازل ونادي شتوتغارت ونادي هامبورغ وOffenburger FV ‏.

## وصلات خارجية
- يورغن هارتمان على موقع قاعدة بيانات كرة القدم.إي يو (الإنجليزية)
- يورغن هارتمان على موقع بيانات كرة القدم. دي إي (الألمانية)
- يورغن هارتمان على موقع عالم كرة القدم.نت (الإنجليزية)